# Stanisław Dziwisz
Stanisław Jan Dziwisz (Raba Wyżna, južno od Krakova, 27. travnja 1939.), je poljski rimokatolički kardinal i nadbiskup te doktor teologije. Prije toga bio je osobni tajnik pape Ivana Pavla II.

## Životopis
Rodio se kao peto dijete u obitelji sa sedmero djece. Njegova obitelj živjela je u planinskom kraju pa je brzo naučiti skijati. Za vrijeme Drugog svjetskog rata njegovi roditelji skrivali su u kući jednog Židova. Kada je imao 9 godina, njegov otac, koji je bio željeznički radnik poginuo je u naletu vlaka. 
Za vrijeme boravka u sjemeništu prvi se put susreo s Karolom Wojtylom, koji je tada bio profesor morala. Stanisław Dziwisz zaredio se za svećenika 23. lipnja 1963. Dvije godine bio je kapelan u župi Maków Podhalański. Nakon toga, kardinal Karol Wojtyla, budući papa Ivan Pavao II. pozvao ga je u Nadbiskupiju, da mu pomaže. On ga je i prethodno zaredio za svećenika. Dziwisz je od tada pa sve do papine smrti, oko 40 godina bio njegov suradnik i prijatelj, često i "desna ruka". 
Postao je doktor teologije 1981. s temom doktorata o sv. Stanislavu. Postao je naslovnim biskupom San Leone 19. ožujka 1998., a kasnije je postao pomoćnik prefekta Papinskog doma u Rimskoj kuriji. Za nadbiskupa ad personam promaknut je 29. rujna 2003.
Bio je uz papu Ivana Pavla II., kada je umirao. Stavio je veo preko njegovog lica, prije stavljanja poklopca lijesa. To je bio posljednji simbolički čin njegove službe uz papu. Papa Benedikt XVI. imenovao ga je nadbiskupom Krakova 3. lipnja 2005., a dužnost je preuzeo 27. kolovoza 2005. Dana 22. veljače 2006., papa Benedikt XVI. imenuje ga kardinalom. Za svoje geslo ima Gore srca (lat. Sursum corda).